# Samson Ebukam
(en) Statistiques sur pro-football-reference
Nnamka Samson Ebukam, né le 9 mai 1995 au Nigeria, est un joueur nigérian de football américain évoluant au poste de linebacker. Il joue pour les 49ers de San Francisco de la National Football League (NFL). 
Il a joué au niveau universitaire pour les Eagles d'Eastern Washington et a été sélectionné par les Rams de Los Angeles lors du quatrième tour de la draft 2017 de la NFL.

## Biographie

### Jeunesse
Ebukam est né au Nigeria et a emmenagé aux États-Unis à l'âge de neuf ans. Il a fréquenté la David Douglas High School de Portland, en Oregon, en 2013, où il a obtenu son diplôme. En tant que senior, Ebukam a joué dans comme defensive end, tight end et fullback, méritant ainsi les honneurs de la première équipe-type All-Mount Hood Conference en tant que defensive end, et également une mention honorable comme tight end.

### Carrière universitaire
À la sortie de l’école secondaire, Ebukam n’a reçu que deux offres de bourses en provenance d'universités de la Division I. Il choisit l'université Eastern Washington plutôt qu'une offre de l'université d'État de Portland. Ebukam joue pour Eastern Washington en tant que titulaire pendant trois ans. Pour 38 titularisations en carrière universitaire, Ebukam produit 188 plaquages, 44 plaquages provoquant une perte de yards et 24 sacks. En tant que senior, il a compté 15 plaquages pour pertes et 9,5 sacks, ainsi que trois récupérations de fumbles, deux fumbles forcés et une interception.